# Westinghouse Electric
La Westinghouse Electric era un'azienda statunitense costruttrice di apparecchiature elettriche civili e ferroviarie.

## Storia
La società fu fondata da George Westinghouse nel 1886 con il nome di Westinghouse Electric Company, successivamente mutato in Westinghouse Electric Corporation. George Westinghouse aveva fondata anche la Westinghouse Air Brake Company (WABCO) per la produzione di freni ad aria per le ferrovie. La società si occupò sin dall'inizio della produzione e del trasporto di energia elettrica, e per fare questo George Westinghouse puntò subito sull'alta tensione a corrente alternata. Rivale acerrima della Westinghouse era la General Electric fondata da Thomas Edison, acceso sostenitore della corrente continua, e finanziata da John Pierpont Morgan.
Per illuminare Portland, nel 1890 la Westinghouse costruì la centrale elettrica di Willamette, a 20 km di distanza dalla città, e conseguentemente installò il primo elettrodotto a lunga distanza, che copriva i 20 chilometri dalla cascata di Willamette a Portland. Si trattava di una linea a corrente alternata a una tensione di 4.000 volt che arrivava in città, dove un sistema di trasformatori riduceva la tensione a 100 volt, utilizzabili per l'illuminazione.
Nell'anno successivo la Westinghouse realizzò una centrale elettrica per alimentare un motore a 3.000 volt in una miniera. La Westinghouse si aggiudicò, contro la rivale General Electric, l'appalto dell'illuminazione alla Esposizione Colombiana di Chicago del 1893 proponendo una linea elettrica trifase a corrente alternata, più economica a parità di potenza rispetto ad una a corrente continua. A questo scopo la Westinghouse costruì quella che in quel momento era la più grande centrale elettrica a corrente alternata del mondo, formata da sei coppie di generatori da 500 cavalli vapore, progettata dal più brillante ingegnere della Westinghouse, Nikola Tesla. Nel 1896 la Westinghouse realizzò il primo grande elettrodotto, per collegare la centrale installata alle cascate del Niagara con la città di Buffalo, New York, distante 40 km. Produsse inoltre anche il primo turbojet americano.